# Friedrich Uhde
Pour les articles homonymes, voir Uhde.
Friedrich Uhde (12 juillet 1880 à Einbeck – 5 août 1966 à Dortmund) est un ingénieur et un homme d'affaires allemand. Il a fondé la société Uhde GmbH en 1921 puis, en 1925, a mis au point le procédé Mont Cenis-Uhde servant à la synthèse de l'ammoniac.